# Tứ tự do

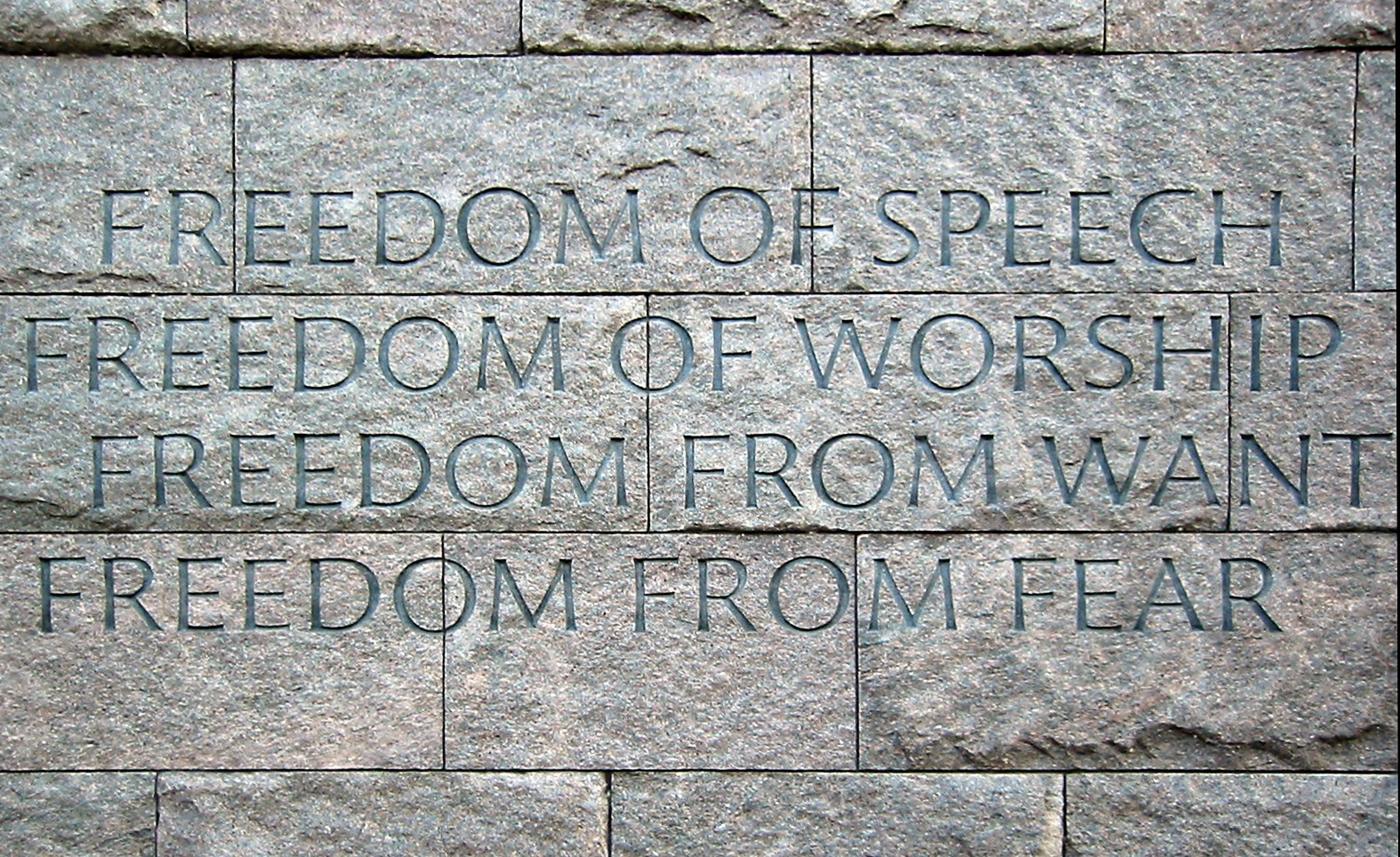
Bản khắc bốn quyền tự do tại Đài tưởng niệm Franklin Delano Roosevelt ở Washington, DC

Tứ tự do là mục tiêu được Tổng thống Hoa Kỳ Franklin D. Roosevelt nêu rõ vào thứ Hai, ngày 6 tháng 1 năm 1941. Trong diễn thuyết được gọi là Diễn văn Tứ tự do (về lý thì là diễn thuyết Tình hình Liên Bang 1941), ông đề xuất bốn quyền tự do cơ bản mà người dân "ở khắp nơi trên thế giới" nên được hưởng:
1. Tự do ngôn luận
2. Tự do tín ngưỡng
3. Tự do khỏi nghèo khó
4. Tự do khỏi sợ hãi

Roosevelt có bài phát biểu đấy lúc 11 tháng trước thời điểm Nhật Bản tấn công bất ngờ vào lực lượng Hoa Kỳ ở Trân Châu Cảng, Hawaii và Philippines khiến Hoa Kỳ tuyên chiến với Nhật Bản vào ngày 8 tháng 12 năm 1941. Bài 'diễn văn Tình hình Liên bang' đấy phần lớn nói về an ninh quốc gia của Hoa Kỳ cùng với về mối đe dọa lên các nền dân chủ khác bởi chiến tranh thế giới đang diễn ra trên khắp các lục địa ở đông bán cầu. Trong diễn văn đấy, ông đã phá vỡ truyền thống 'chủ nghĩa không can thiệp' lâu đời của Hoa Kỳ. Ông vạch ra vai trò của Hoa Kỳ trong việc trợ giúp các đồng minh đã tham chiến.
Trong bối cảnh đó, ông đã tóm tắt các giá trị của nền dân chủ trước sự đồng thuận của lưỡng đảng về việc can dự quốc tế vào thời điểm đó. Một câu nói nổi tiếng trong bài phát biểu đấy đã đề cao các giá trị đó là: "Vì con người sống không chỉ nhờ cơm bánh, nên người ta chiến đấu không chỉ nhờ vũ khí thôi đâu." Trong nửa sau của bài phát biểu, ông liệt kê những lợi ích của dân chủ, bao gồm cơ hội kinh tế, việc làm, an sinh xã hội, và hứa hẹn "chăm sóc sức khỏe đầy đủ". Hai quyền tự do đầu tiên, ngôn luận và tôn giáo, được Tu chính án thứ nhất bảo vệ trong Hiến pháp Hoa Kỳ. Việc ông bao gồm luôn hai quyền tự do tiếp theo đã vượt xa các giá trị trong Hiến pháp truyền thống mà được Dự luật nhân quyền Hoa Kỳ bảo vệ. Khi đó Roosevelt tán thành quyền con người rộng mở hơn về an ninh kinh tế và đã tiên lượng ra cái sẽ được gọi là mẫu hình "an ninh nhân loại" trong nhiều thập kỷ sau trong khoa học xã hội và phát triển kinh tế. Ông cũng đưa vào cả quyền "tự do khỏi sợ hãi" chống lại sự gây hấn quốc gia, cùng với đó là mang quyền đó đến tân Liên hợp quốc mà khi ấy ông đang thiết lập.

## Bối cảnh lịch sử
Trong những năm 1930, nhiều người Mỹ, vì cho rằng việc can dự vào Thế Chiến I là sai lầm, nên đã kiên quyết chống lại việc tiếp tục can thiệp vào tình hình của châu Âu. Với việc Đạo luật Trung lập được xác lập sau năm 1935, luật pháp Hoa Kỳ cấm buôn bán quân bị cho các quốc gia đang có chiến tranh và đặt hạn chế lên việc đi lại của các tàu chiến khi ấy.
Khi Thế Chiến II bắt đầu vào tháng 9 năm 1939, luật trung lập vẫn có hiệu lực và đảm bảo rằng Anh và Pháp không thể nhận được hỗ trợ thực chất nào. Với việc sửa đổi Đạo luật Trung lập vào năm 1939, Roosevelt đã áp dụng chính sách "thiếu điều chiến tranh" qua đó có thể chuyển tiếp tế và quân bị cho Đồng minh châu Âu, miễn là không tuyên chiến và không đem quân đi đánh. Vào tháng 12 năm 1940, châu Âu phần lớn rơi vào sự chi phối của Adolf Hitler và chế độ Đức Quốc Xã. Với việc Đức đánh bại Pháp vào tháng 6 năm 1940, chỉ còn lại Anh và Đế quốc hải ngoại của Anh một mình chống lại liên minh quân sự của Đức, Ý và Nhật Bản. Winston Churchill, lúc đó là Thủ tướng Anh, đã kêu gọi Roosevelt và Hoa Kỳ cung cấp quân bị cho họ để họ có thể tiếp tục tham chiến.
Hội chợ Thế giới New York 1939 đã khánh chúc Bốn quyền tự do – tôn giáo, ngôn luận, báo chí, và hội họp – và ủy thác cho Leo Friedlander sáng tác ra các bức điêu khắc đại diện cho chúng. Thị trưởng thành phố New York khi ấy là Fiorello La Guardia đã mô tả các bức tượng điêu khắc đấy là "trái tim của hội chợ". Sau đó Roosevelt tuyên bố "Bốn quyền tự do căn bản" của riêng mình rồi kêu gọi Walter Russell tạo ra Đài kỷ niệm Tứ tự do, đài này cuối cùng được hiến tặng tại Madison Square Garden ở Thành phố New York.
Tên của bốn quyền tự do của Roosevelt cũng xuất hiện trên mặt trái của AM-lira, tờ tiền Quân đội Đồng minh được Mỹ phát hành ở Ý trong Thế Chiến II, trên thực tế đó là 'tiền tệ chiếm đóng', được đảm bảo bằng đồng đô la Mỹ.

## Tuyên bố
Bài diễn văn Tứ tự do được đưa ra vào ngày 6 tháng 1 năm 1941. Mong muốn của Roosevelt là đưa ra lý do tại sao Hoa Kỳ nên từ bỏ các chính sách biệt lập xuất hiện từ Thế Chiến I. Trong bài diễn thuyết, Roosevelt đã phê phán chủ nghĩa biệt lập, nói rằng:
No realistic American can expect from a dictator's peace international generosity, or return of true independence, or world disarmament, or freedom of expression, or freedom of religion — or even good business.

Such a peace would bring no security for us or for our neighbors. "Those, who would give up essential liberty to purchase a little temporary safety, deserve neither liberty nor safety."— Franklin D. Roosevelt, trích lục từ Diễn thuyết Tình hình Liên bang tới Quốc hội, ngày 6 tháng 1 năm 1941

Bản dịch tiếng Việt:
Không người Mỹ có đầu óc thực tế nào lại có thể mong đợi từ nền hòa bình của kẻ độc tài sự độ lượng cho quốc tế, hoặc sự trả lại nền độc lập chân chính, hoặc sự giải trừ quân bị thế giới, hoặc quyền tự do biểu đạt, hoặc quyền tự do tôn giáo – hoặc thậm chí việc làm ăn tốt đẹp cả.
Nền hòa bình như thế sẽ không mang lại sự yên ổn nào cho chúng ta hay cho các nước láng giềng chúng ta cả. "Những kẻ nào mà đánh đổi tự do căn bản để mua lấy một chút an toàn nhất thời, thì chẳng đáng được hưởng cả tự do lẫn an toàn."

Bài diễn văn đấy trùng hợp với sự ra đời của Đạo luật Lend-Lease (cho vay, cho mướn), thúc đẩy kế hoạch của Roosevelt để trở thành "kho vũ khí của nền dân chủ" và hỗ trợ Đồng minh (chủ yếu là phe Anh) những tiếp tế cấp thiết. Thêm nữa, bài diễn văn đấy xác lập ra những thứ sẽ trở thành cơ sở ý thức hệ cho việc Mỹ tham gia vào Thế Chiến II, tất cả đều theo dàn ý dựa trên quyền lợi và tự do cá nhân vốn là dấu ấn của nền chính trị Mỹ.
Bài phát biểu của Tổng thống Roosevelt có chứa nội dung sau đây, được gọi là "Tứ tự do":
In the future days, which we seek to make secure, we look forward to a world founded upon four essential human freedoms.
The first is freedom of speech, and expression—everywhere in the world.
The second is freedom of every person to worship God in his own way—everywhere in the world.
The third is freedom from want—which, translated into world terms, means economic understandings which will secure to every nation a healthy peacetime life for its inhabitants—everywhere in the world.
The fourth is freedom from fear—which, translated into world terms, means a world-wide reduction of armaments to such a point and in such a thorough fashion that no nation will be in a position to commit an act of physical aggression against any neighbor—anywhere in the world.
That is no vision of a distant millennium.
It is a definite basis for a kind of world attainable in our own time and generation.

That kind of world is the very antithesis of the so-called new order of tyranny which the dictators seek to create with the crash of a bomb.— Franklin D. Roosevelt, trích lục từ Diễn thuyết Tình hình Liên bang tới Quốc hội, ngày 6 tháng 1 năm 1941

Bản dịch tiếng Việt:
Hướng về những năm tháng mai sau mà ai ai cũng mưu cầu gìn giữ, chúng ta mong chờ một thế giới được kiến lập dựa trên bốn quyền tự do căn bản của con người.
Đầu tiên là tự do ngôn luận và biểu đạt – ở khắp mọi nơi trên thế giới.
Thứ hai là mọi người có quyền tự do tín ngưỡng Thiên Chúa theo cách của mình – ở khắp mọi nơi trên thế giới.
Thứ ba là tự do khỏi nghèo khó, mà dịch ra ngôn ngữ phổ thông thì có nghĩa là quan hệ hòa hợp về kinh tế nhằm bảo đảm cho cư dân mọi quốc gia có được cuộc sống khỏe mạnh và bình yên – ở khắp mọi nơi trên thế giới.
Thứ tư là tự do khỏi sợ hãi, mà dịch ra ngôn ngữ phổ thông thì có nghĩa là cắt giảm quân bị trên quy mô toàn cầu một cách thấu đáo đến mức sao cho không có nước nào lâm vào thế phải tiến hành gây hấn thô bạo chống lại nước nào nữa – ở bất kì đâu trên thế giới.
Đó không phải là tầm nhìn cho một thiên niên kỷ xa xôi nào cả.
Mà đó là cơ sở vững chắc cho một thế giới mà chính thời đại và thế hệ chúng ta có thể đạt được.
Thế giới đó chính là phản đề của cái gọi là trật tự bạo quyền mới mà những kẻ độc tài mưu toan tạo ra bằng uy lực bom đạn.

Lá cờ bốn quyền tự do hay "Cờ danh dự Liên hợp quốc" 1943–1948

Tuyên bố đấy về Tứ tự do, làm lời biện minh cho chiến tranh, sẽ vang vọng làm tấm khung ghi nhớ trong suốt thời gian còn lại của cuộc chiến, và cả trong nhiều thập kỷ nữa. Các quyền tự do đấy đã trở thành chủ chốt trong mục tiêu chiến tranh của Mỹ và trở thành trung tâm của mọi cố gắng vận động công chúng ủng hộ cho cuộc chiến. Với việc Văn phòng Thông tin Chiến tranh được thành lập (1942), cùng với việc họa sĩ Norman Rockwell sáng tác ra các bức vẽ nổi tiếng về Tứ tự do, các quyền tự do đấy từ khi đó được tuyên truyền là giá trị cốt lõi của cuộc sống Mỹ và trở thành ví dụ về 'chủ nghĩa ngoại lệ Mỹ'.

## Đối lập
Bài diễn văn Tứ tự do khi đó được người ta ngưỡng mộ, và các mục tiêu trong đó đã có ảnh hưởng đến chính trị hậu chiến. Tuy nhiên, vào năm 1941, bài diễn văn đã nhận được sự chỉ trích kịch liệt từ các phần tử phản chiến. Các nhà phê bình biện luận rằng Tứ tự do chỉ đơn giản là hiến chương cho Thỏa thuận mới của Roosevelt – cho những cải cách xã hội vốn đã tạo ra sự chia rẽ rõ rệt bên trong Quốc hội. Phe bảo thủ mà phản đối các chương trình xã hội và sự can thiệp gia tăng của chính phủ thì biện luận chống lại cái việc Roosevelt nỗ lực biện minh và miêu tả chiến tranh như điều cần thiết để bảo vệ các mục tiêu cao thượng.
Mặc dù các quyền tự do đấy đã trở thành khía cạnh hữu lực trong tư tưởng của người Mỹ về chiến tranh khi đấy, chúng chưa bao giờ là sự biện minh duy nhất cho chiến tranh. Các cuộc thăm dò và khảo sát do Văn phòng Thông tin Chiến tranh Hoa Kỳ (OWI) thực hiện thì lại hé lộ rằng "tự vệ", và báo thù cho vụ tấn công Trân Châu Cảng vẫn là những lý do phổ biến nhất cho chiến tranh.

## Hạn chế
Trong một diễn thuyết trên radio năm 1942, Tổng thống Roosevelt tuyên bố Tứ tự do thể hiện "quyền của con người thuộc mọi tín điều và mọi chủng tộc, bất kể người ta sống ở đâu."
Vào ngày 19 tháng 2 năm 1942, Tổng thống Roosevelt bằng Sắc lệnh 9066 trao quyền việc câu lưu người Mỹ gốc Nhật và câu lưu người Mỹ gốc Ý, cho phép các chỉ huy quân sự địa phương chỉ định những "khu vực quân sự" nào là "vùng cấm vào", từ đó "bất kỳ hoặc tất cả mọi người đều có thể bị đuổi ra". Quyền lực này được dùng để tuyên bố rằng tất cả những người có dòng dõi Nhật Bản đều bị bài trừ khỏi toàn bộ vùng bờ biển Thái Bình Dương, bao gồm toàn bộ California và phần lớn Oregon, Washington, và Arizona, trừ những người trong các trại câu lưu. Đến năm 1946, Hoa Kỳ đã cầm giữ 120.000 người gốc Nhật Bản, trong đó có khoảng 80.000 người sinh ra ở Hoa Kỳ.

## Liên Hiệp Quốc
Khái niệm Tứ tự do đấy đã làm nguồn cảm hứng cho Đệ nhất phu nhân Eleanor Roosevelt khi bà đảm nhận chủ trì soạn thảo Tuyên bố Nhân quyền của Liên hợp quốc, tức Nghị quyết 217A của Đại hội đồng Liên hợp quốc. Quả thực, bốn quyền tự do này đã được tường minh đưa vào lời mở đầu của Tuyên ngôn Thế giới về Nhân quyền như sau: "Xét rằng việc coi thường và khinh miệt nhân quyền đã đưa tới những hành động dã man làm phẫn nộ lương tâm nhân loại, và việc đạt tới một thế giới trong đó mọi người được tự do ngôn luận và tự do tín ngưỡng, được giải thoát khỏi sự sợ hãi và khốn cùng, được tuyên xưng là nguyện vọng cao cả nhất của con người."

## Công viên Tứ tự do Franklin D. Roosevelt
Công viên Tứ tự do Franklin D. Roosevelt là một công viên được thiết kế bởi kiến trúc sư Louis Kahn cho điểm phía nam của Đảo Roosevelt. Công viên khánh chúc bài diễn văn nổi tiếng đấy, và văn bản từ bài diễn văn đấy được khắc trên một bức tường granit trong thiết kế gần đây nhất của công viên.

## Giải thưởng
Viện Roosevelt có vinh danh những cá nhân xuất sắc đã chứng tỏ mình phụng hiến suốt đời cho các lý tưởng này. Bốn huy chương của Giải thưởng Tự do được trao tại các buổi lễ ở Hyde Park, New York và Middelburg, Hà Lan trong các năm luân phiên nhau. Các giải thưởng đấy được trao ra lần đầu tiên vào năm 1982 nhân kỷ niệm một trăm năm ngày sinh của Tổng thống Roosevelt cũng như kỷ niệm hai trăm năm quan hệ ngoại giao giữa Hoa Kỳ và Hà Lan.
Trong số những người đoạt giải có:
- William Brennan
- H.M. Juan Carlos của Tây Ban Nha
- Jimmy Carter
- Bill Clinton
- Dalai Lama thứ 14
- Mikhail Gorbachev
- Averell Harriman
- Václav Havel
- H.R.H. Princess Juliana của Hà Lan
- John F. Kennedy
- Mike Mansfield
- Paul Newman
- Tip O'Neill
- Shimon Peres
- Coretta Scott King
- Brent Scowcroft
- Harry S. Truman
- Liv Ullmann
- Elie Wiesel
- Joanne Woodward

## Trong văn hóa đại chúng
- Cuốn tiểu thuyết Four Freedoms (2009) của John Crowley phần lớn dựa trên các chủ đề trong bài diễn văn của Roosevelt.[cần dẫn nguồn]
- FDR đã ủy nhiệm cho nhà điêu khắc Walter Russell thiết kế một đài kỷ niệm để tưởng nhớ người anh hùng đầu tiên của cuộc chiến. Đài kỷ niệm Tứ tự do được tạo ra vào năm 1941 và hiến tặng tại Madison Square Garden, ở Thành phố New York, vào năm 1943.
- Nghệ sĩ Kindred McLeary đã vẽ America the Mighty (1941), còn được gọi là Defense of Human Freedom, trong Tòa nhà Harry S. Truman của Bộ Ngoại giao.[18]
- Nghệ sĩ Hugo Ballin đã vẽ tranh tường Tứ tự do (1942) trong Phòng hội đồng của Tòa thị chính thành phố Burbank, California.[19]
- Họa sĩ tranh tường Michael Lenson (1903–1972) ở New Jersey đã vẽ tranh tường Tứ tự do (1943) cho trường học Fourteen Street ở Newark, New Jersey.[20]
- Họa sĩ tranh tường Anton Refregier đã vẽ các bức tranh tường Lịch sử San Francisco (hoàn thành năm 1948) tại Rincon Center ở San Francisco, California; bức thứ 27 mô tả bốn quyền tự do đấy.[21]
- Nghệ sĩ Mildred Nungester Wolfe đã vẽ tranh tường Tứ tự do bốn bức (hoàn thành năm 1959) mô tả bốn quyền tự do đấy cho một cửa hàng đồng quê ở Richton, Mississippi. Các bức tranh đó hiện được treo trong Bảo tàng Nghệ thuật Mississippi.[22]
- Allyn Cox đã vẽ bốn bức tranh tường Tứ tự do (hoàn thành năm 1982) treo trong Đại sảnh Thử nghiệm ở Hạ viện Hoa Kỳ; mỗi bức trong số bốn bức đấy mô tả các nhân vật ngụ ngôn đại diện cho bốn quyền tự do.[23]
- Kể từ năm 1986, địa điểm Four Freedoms Plaza giả tưởng đóng vai trò là trụ sở chính cho nhóm siêu anh hùng Fantastic Four của Marvel Comics.[cần dẫn nguồn]
- Vào đầu những năm 1990, nghệ sĩ David McDonald đã tái hiện các bức tranh Tứ tự do của Rockwell làm bốn bức tranh tường lớn ở bên cạnh một tòa nhà tạp hóa cũ ở downtown Silverton, Oregon.[24]
- Năm 2008, bảo tàng Wolfsonian của Đại học Quốc tế Florida đã đăng cai triển lãm Tư tưởng về Dân chủ trưng bày các áp phích do 60 nghệ sĩ và nhà thiết kế đương đại hàng đầu tạo ra, được mời để tạo ra một thiết kế đồ họa mới có cảm hứng từ các áp phích Tứ tự do của họa sĩ minh họa người Mỹ Norman Rockwell.[25]

## Tranh vẽ của Norman Rockwell
Bài phát biểu của Roosevelt là nguồn cảm hứng cho bộ bốn bức tranh do Norman Rockwell vẽ nên.

### Tranh vẽ
Các bức vẽ trong bộ tranh được gọi chung là Tứ tự do này đã được xuất bản trong bốn số liên tiếp của The Saturday Evening Post. Bốn bức tranh này sau đó đã được Bộ Ngân khố Hoa Kỳ trưng bày khắp nước Mỹ.

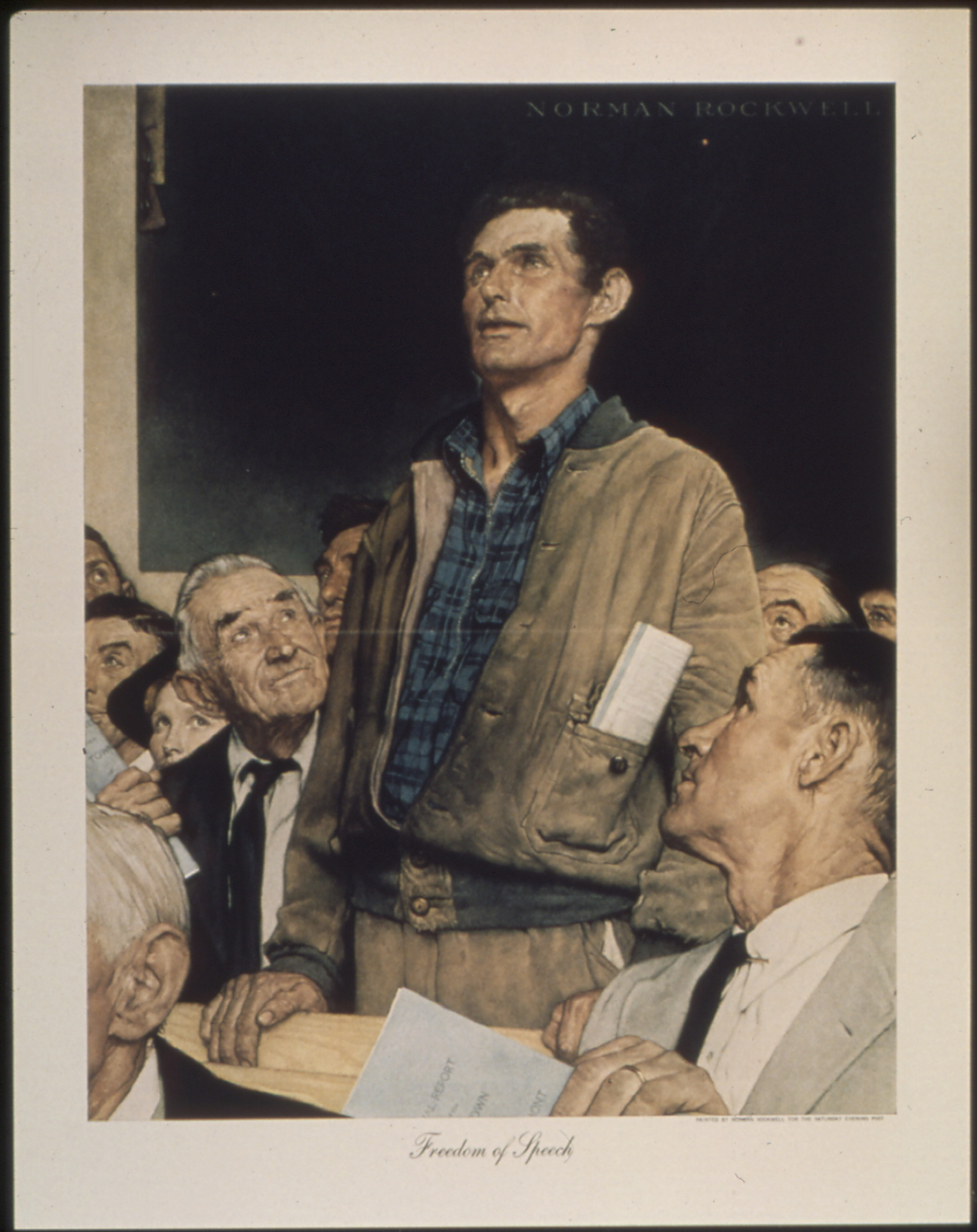
Tự do ngôn luận (Thứ Bảy, ngày 20 tháng 2 năm 1943) – từ series tranh Tứ tự do của Norman Rockwell
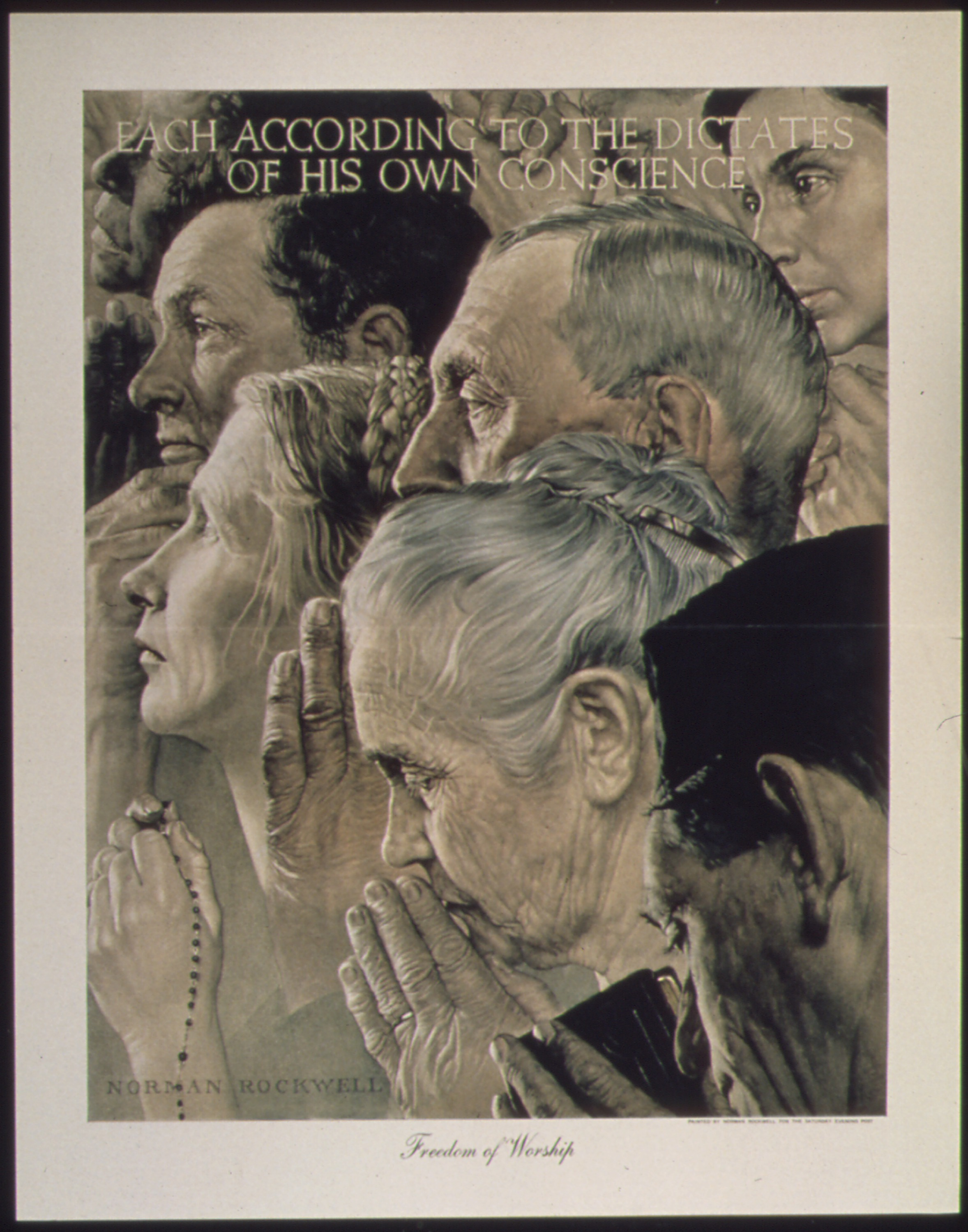
Tự do tín ngưỡng (Thứ Bảy, ngày 27 tháng 2 năm 1943) – từ series tranh Tứ tự do của Norman Rockwell
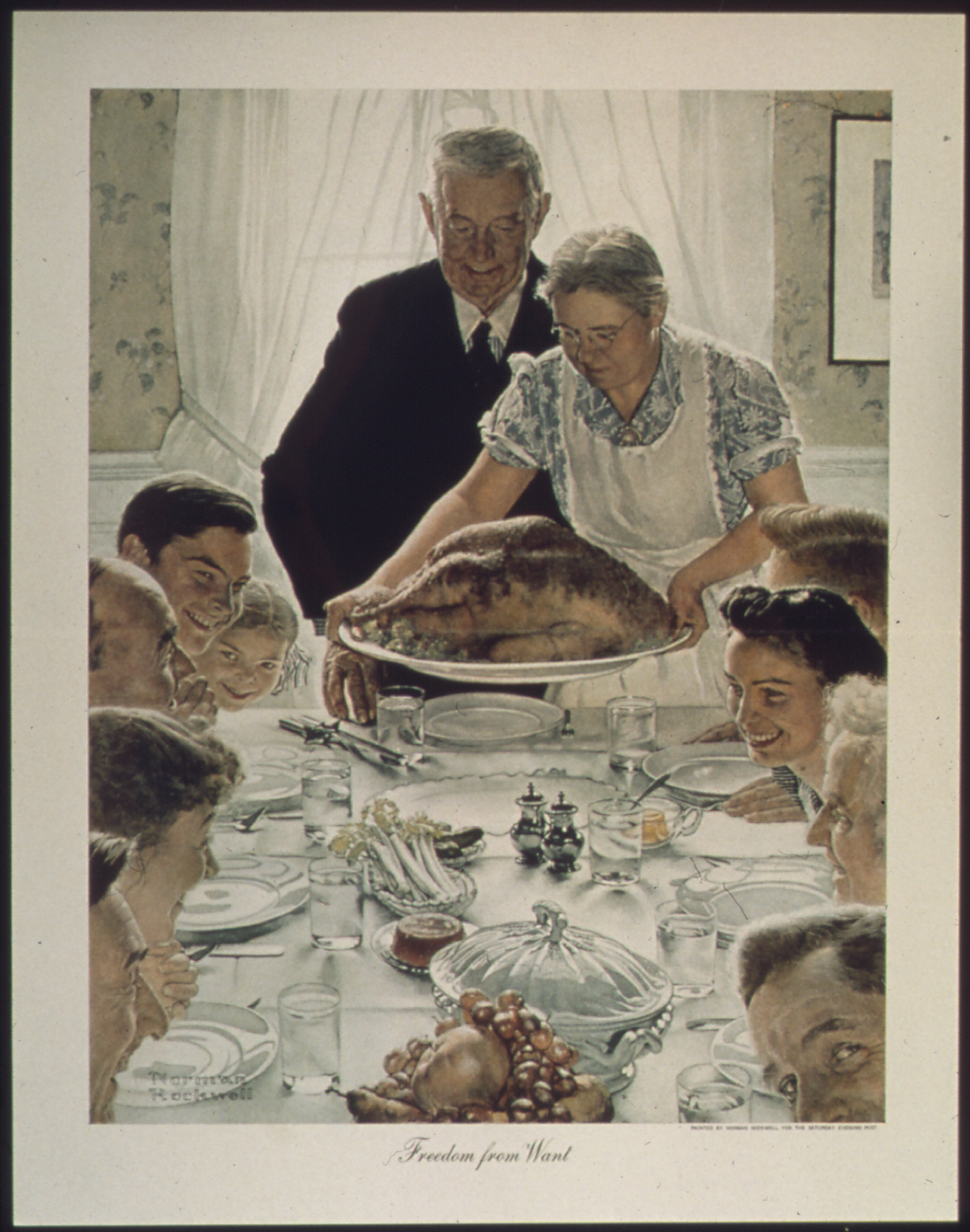
Tự do khỏi nghèo khó (Thứ Bảy, ngày 6 tháng 3 năm 1943) – từ series tranh Tứ tự do của Norman Rockwell
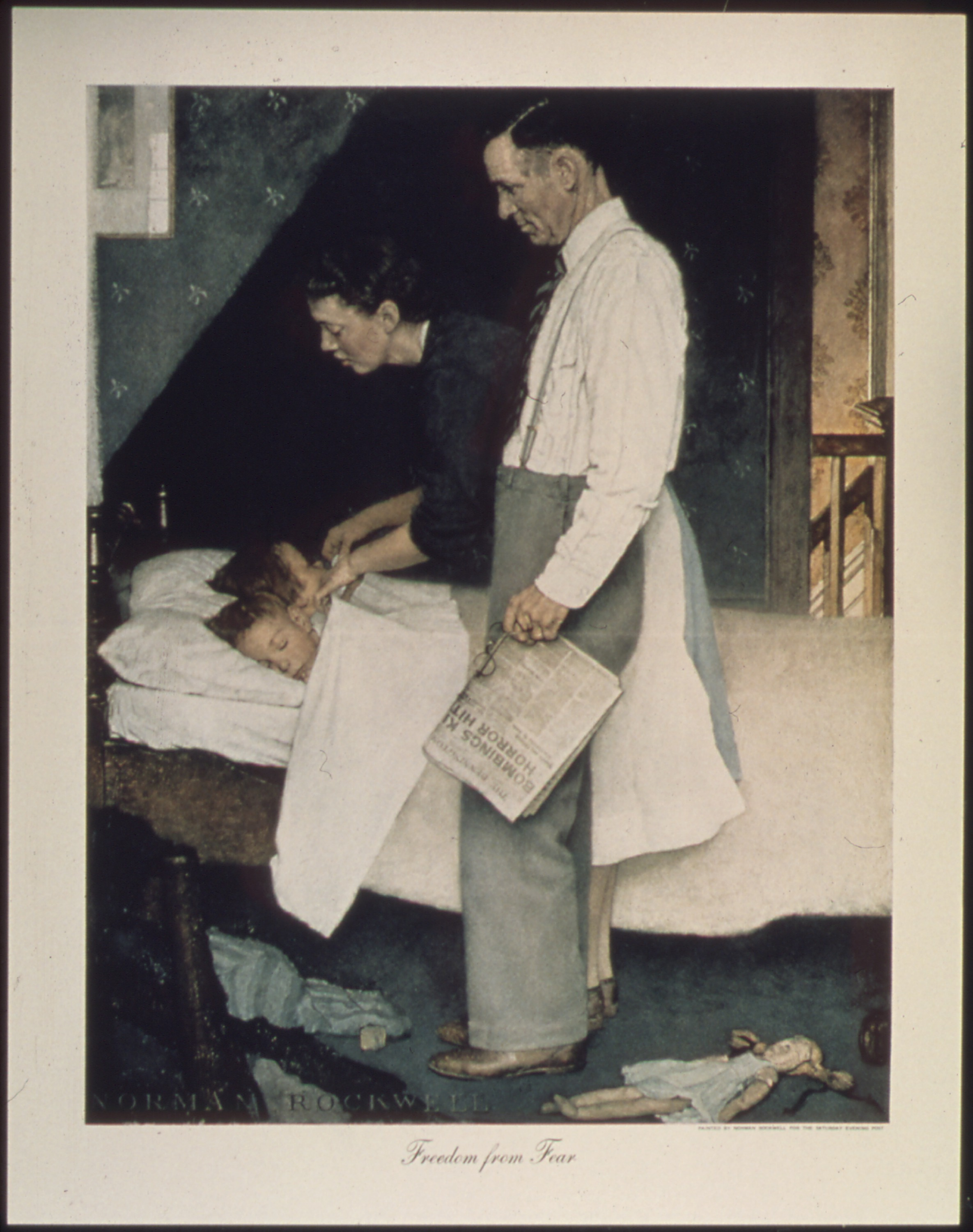
Tự do khỏi sợ hãi (Thứ Bảy, ngày 13 tháng 3 năm 1943) – từ series tranh Tứ tự do của Norman Rockwell

### Tiểu luận
Mỗi bức tranh đấy được xuất bản kèm với một bài tiểu luận về quyền "Tự do" nói riêng đó:
- Tự do ngôn luận, của Booth Tarkington (ngày 20 tháng 2 năm 1943).[28]
- Tự do tín ngưỡng, của Will Durant (ngày 27 tháng 2 năm 1943).[29]
- Tự do khỏi nghèo khó, của Carlos Bulosan (ngày 6 tháng 3 năm 1943).[30]
- Tự do khỏi sợ hãi, của Stephen Vincent Benét (ngày 13 tháng 3 năm 1943; ngày Benét qua đời).[31]

### Tem bưu chính
Các bức vẽ Tứ tự do của Rockwell đã được Bưu chính Hoa Kỳ tái tạo dưới dạng tem thư vào năm 1943, vào năm 1946, và vào năm 1994 – kỷ niệm 100 năm ngày sinh của Rockwell.